# Primer ministro de Filipinas
El primer ministro de Filipinas fue la designación oficial del jefe de Gobierno (mientras que el presidente de Filipinas era el jefe de Estado) de Filipinas desde 1978 hasta el Revolución del Poder del Pueblo en 1986. Durante la ley marcial y la cuarta república, el primer ministro se desempeñó como jefe de las Fuerzas Armadas de Filipinas. Una versión limitada de esta oficina, conocida oficialmente como Presidente del Consejo de Gobierno, existió temporalmente en 1899 durante la Primera República de Filipinas .
Salvador Laurel se desempeñó como el último primer ministro de Filipinas y luego se desempeñó como vicepresidente de Filipinas de 1986 a 1992.

## Historia

### Primera creación (1899)

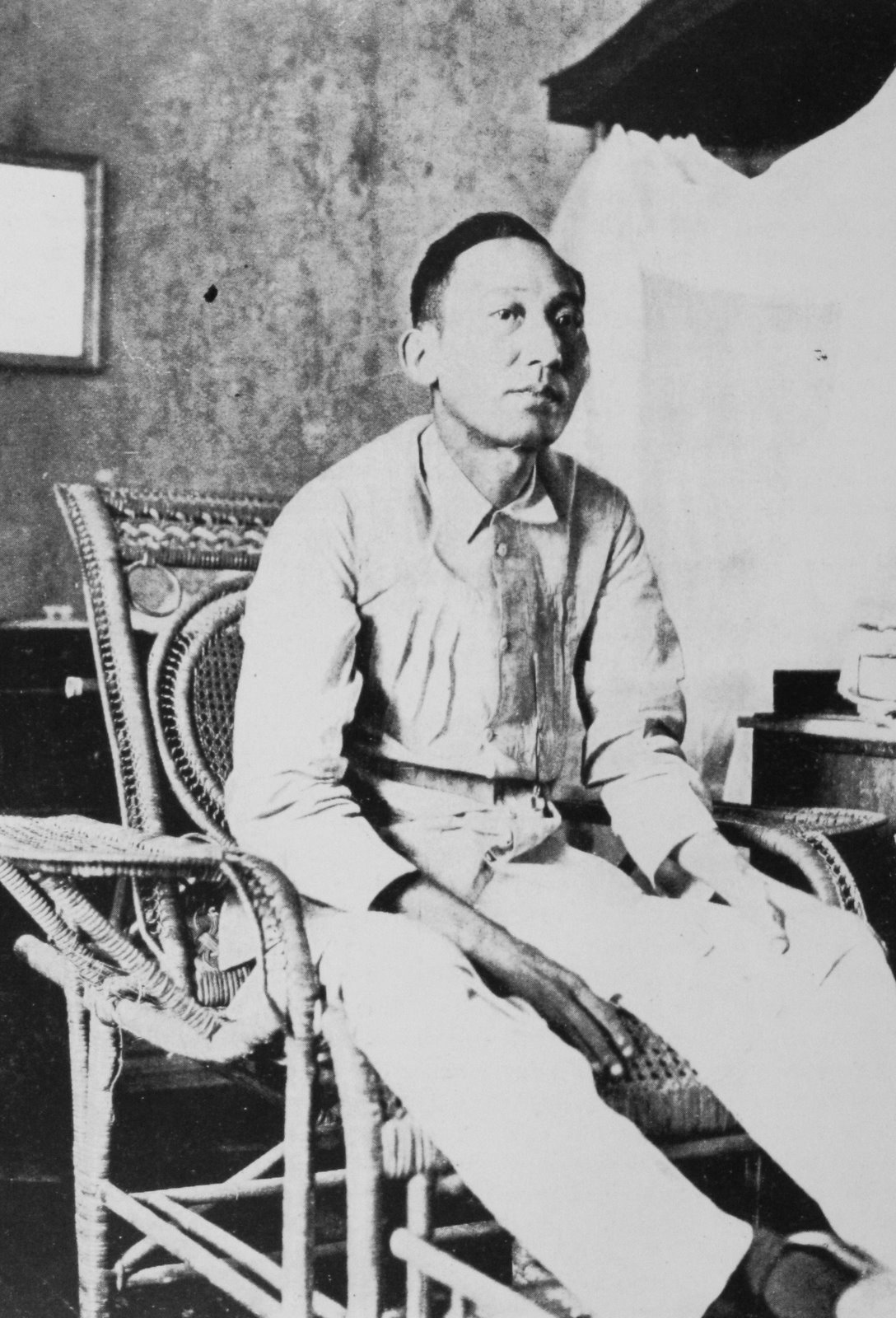
Apolinario Mabini, primer Presidente del Consejo de Gobierno, considerado como la oficina del Primer Ministro.

La Constitución de Filipinas de 1899 creó el cargo de Consejo de Gobierno, compuesto por el Presidente del Consejo de Gobierno y siete secretarios. El presidente del gobierno revolucionario encabezado por Emilio Aguinaldo, nombró a su consejero Apolinario Mabini como primer Presidente del Consejo de Gobierno mediante un decreto emitido el 2 de enero de 1899. Mabini se convirtió también en ministro de Finanzas de la República. El Presidente del Consejo equivalía de facto a un primer ministro.
El 10 de diciembre de 1898, la guerra entre Estados Unidos y España concluyó con la renuncia de España a todos los derechos sobre Cuba y la entrega de Filipinas, Guam y Puerto Rico a Estados Unidos. Dos días después, Aguinaldo ordenó a su abogado Felipe Agoncillo que impugnara el estatus de Filipinas como nación independiente y ya no colonia española desde la declaración de independencia el 12 de junio de 1898. Estados Unidos no reconocía la soberanía filipina. Esto provocó un grave conflicto cuando la insurgente República Filipina se estableció formalmente el 23 de enero de 1899 en Malolos. Para el 30 de enero, Aguinaldo había enviado de nuevo a Agoncillo, esta vez al Senado de Estados Unidos, para presionarles a que reconsideraran sus planes y en su lugar reconocieran formalmente la independencia filipina.
En los meses siguientes, Mabini se vio presionado por problemas políticos como la negociación para poner fin a las hostilidades entre los filipinos y las fuerzas estadounidenses que quedaban en Filipinas tras la guerra. Tras el fracaso en alcanzar acuerdos exitosos con el ejército estadounidense para asegurar un alto el fuego, el primer disparo de la guerra filipino-estadounidense estalló el 4 de febrero de 1899. El gobierno revolucionario se vio obligado a desalojar Malolos y trasladar la sede de la administración de un lugar a otro. Mabini, presionado entonces por sus adversarios políticos y por no haber podido detener la creciente insurgencia guerrillera durante la guerra, abandonó el cargo y se rindió a Estados Unidos el 7 de mayo de 1899.
Uno de los adversarios políticos que obligó a Mabini a dejar el cargo fue Pedro A. Paterno, presidente del Congreso de la República desde el 15 de septiembre de 1898. Se oponía al plan ofensivo de Mabini para contrarrestar los ataques de Estados Unidos durante la guerra, por lo que propuso a Aguinaldo planes de paz con los norteamericanos, de forma que Filipinas fuera un protectorado de Estados Unidos con plena autonomía. Mabini se opuso, pero Paterno y sus aliados convencieron a Aguinaldo para que disolviera el gabinete de Mabini. 

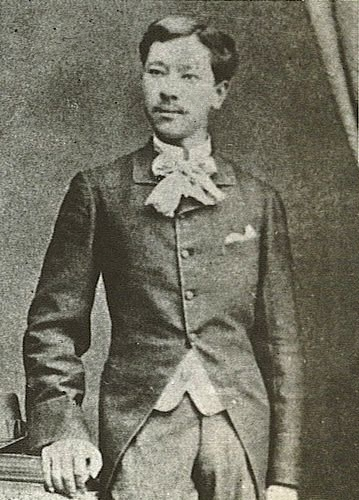
Pedro A. Paterno sucedió a Mabini en mayo de 1899. Sus acciones condujeron a la declaración de guerra contra Estados Unidos al mes siguiente.

Al día siguiente, 8 de mayo, Aguinaldo nombró a Paterno Presidente del Consejo de Gobierno. Una de sus primeras medidas durante su mandato fue redactar una copia del «Plan de Autonomía» para la Comisión Schurman, en el que se pide un acuerdo de paz con el gobierno estadounidense. En él también se afirma que los filipinos están dispuestos a abandonar la idea de la independencia y aceptar la soberanía estadounidense sobre el archipiélago.
Mientras tanto, la toma del gobierno revolucionario por parte de Paterno y sus acciones hacia la Comisión Schurman enfurecieron al general Antonio Luna, comandante en jefe del ejército filipino. Ordenó arrestar a Paterno y a otros miembros del Gabinete, pero no consiguió enviar a Paterno a la cárcel. Debido a sus acciones, Paterno se vio obligado a escribir un manifiesto el 2 de junio de 1899, en el que hacía una declaración formal de guerra contra Estados Unidos. El 5 de junio, Luna fue asesinado en Nueva Écija, una de las supuestas razones de su asesinato se debió a este conflicto con Paterno.
Durante la guerra, la sede de Aguinaldo cambió de lugar hacia el norte a medida que los estadounidenses se volvían más agresivos. El 13 de noviembre de 1899, Paterno fue capturado por las fuerzas estadounidenses en Benguet, poniendo fin así a su mandato como Presidente del Consejo. Aguinaldo, sin embargo, no nombró un sucesor para Paterno ya que estaba ocupado por huir de la República. El 21 de junio de 1900, Paterno, como prisionero de guerra, aceptó la amnistía concedida por el gobernador militar general Arthur MacArthur, Jr. y finalmente juró lealtad a Estados Unidos junto con otros miembros del gobierno de Aguinaldo.
De 1899 a 1901, Filipinas estuvo dirigida por gobernadores militares estadounidenses. Cuando Aguinaldo fue capturado por el general Frederick Funston el 23 de marzo de 1901 en Palanan, Isabela, el país fue dirigido entonces por gobernadores civiles hasta el establecimiento formal de la Mancomunidad autónoma el 15 de noviembre de 1935. La Constitución de 1935 que describe el funcionamiento de la Commonwealth no contiene la disposición de revivir el cargo de Presidente del Consejo de Gobierno ni de crear ningún cargo relacionado. Esto se mantuvo hasta la Tercera República. 

### Segunda creación (1978-1986)

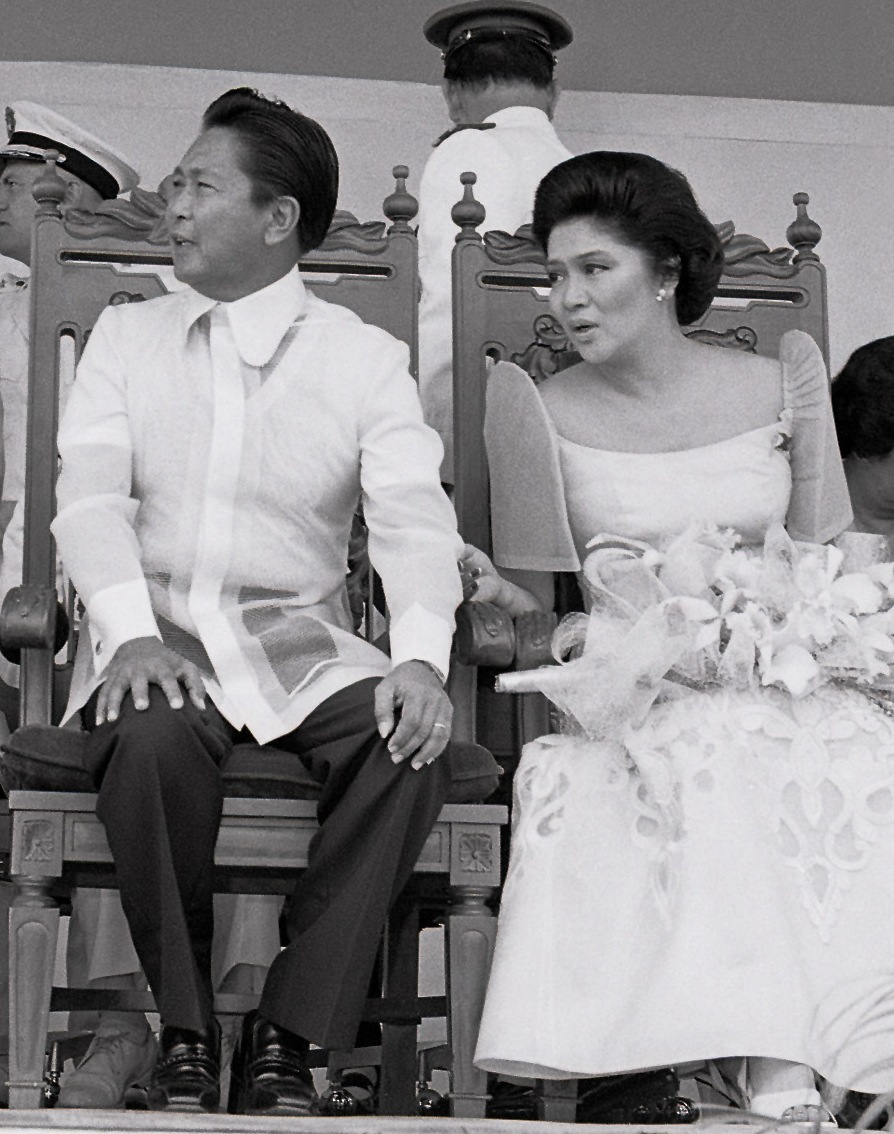
El Primer Ministro Ferdinand Marcos y la primera dama Imelda Marcos en 1979.

En 1976, el presidente Ferdinand Marcos promulgó los decretos presidenciales 991 y 1033 por los que se convocaba un referéndum constitucional, fijado para el 16 de octubre de 1976. Se preguntó a los votantes si querían levantar la ley marcial vigente desde 1972; la mayoría aprobó su continuación. Además, se redactó y ratificó la Sexta Enmienda a la Constitución de 1973, que fusionaba los poderes legislativo y ejecutivo en el cargo de Presidente. Una de sus disposiciones en el momento de la ratificación era que el Presidente obtendría el título de Primer Ministro, recreando así el cargo después de 1899. Marcos, que concurría como presidente, siguió ejerciendo los poderes que la Constitución de 1935 confería al Presidente. La Enmienda también creó la legislatura unicameral conocida como Batasang Pambansa Provisional (Asamblea Nacional Provisional o IBP), así como una disposición según la cual el Presidente/Primer Ministro ejercerá los poderes legislativos hasta que se levante la ley marcial.
El 7 de abril de 1978 se celebraron las primeras elecciones al Batasang Pambansa desde la abolición del Congreso bicameral en virtud de la Constitución de 1973. 150 de los 165 cargos electos del parlamento estaban dominados por el partido gobernante de Marcos, el Kilusang Bagong Lipunan (Movimiento Nueva Sociedad). El 12 de junio se inauguró el IBP, que también confirmó a Marcos como primer ministro de Filipinas.
Tras su toma de posesión para un tercer mandato presidencial el 30 de junio de 1981, Marcos renunció formalmente a sus poderes como Primer Ministro. Nombró al entonces ministro de Finanzas, César Virata, para sucederle en el cargo durante la apertura de la cuarta sesión ordinaria del IBP, el 27 de julio de 1981. Virata, sobrino nieto del expresidente Emilio Aguinaldo, había representado anteriormente al país en el Consejo de Gobernadores del Banco Mundial. Hasta la Revolución del Poder del Pueblo de 1986, Virata ocupó este cargo. Se conjeturaba que Marcos había otorgado el cargo de primer ministro a Virata por su alejamiento de la política dominante. Aparte de ser el ministro de economía de Marcos, Virata no era una amenaza política.

### Abolición
Al acceder al poder a finales de febrero de 1986, Corazón Aquino nombró a su vicepresidente y compañero de fórmula Salvador Laurel para suceder a Virata en su gobierno revolucionario. Sin embargo, el cargo de Primer Ministro fue abolido en marzo de 1986 con la promulgación de la Proclamación nº 3, o «Constitución de la Libertad». La posterior Constitución de 1987, en vigor, no prevé tal cargo, ya que el Presidente es a la vez jefe de Gobierno y jefe de Estado.